# Бретањол
Бретањол (фр. Bretagnolles) насеље је и општина у северној Француској у региону Горња Нормандија, у департману Ер која припада префектури Евре.
По подацима из 2011. године у општини је живело 188 становника, а густина насељености је износила 49,74 становника/km². Општина се простире на површини од 3,78 km². Налази се на средњој надморској висини од 140 метара (максималној 146 m, а минималној 119 m).

## Демографија
| 1962. | 1968. | 1975. | 1982. | 1990. | 1999. | 2011. |
| ----- | ----- | ----- | ----- | ----- | ----- | ----- |
| 72    | 102   | 92    | 92    | 157   | 185   | 188   |

График промене броја становника у току последњих година